# Джеймс Файлз
Файлз, Джеймс Эрл (при рождении Саттон; Окман, Алабама; 24 января 1942 года) — американский мафиози и бывший секретный агент, наиболее известный тем, что публично объявил себя в 1994 и 2003 годах автором третьего выстрела, произведенного из-за травянистого холма в Дили Плаза, Даллас, в результате которого был убит президент США Джон Ф. Кеннеди . В своем заявлении он оправдывает Ли Харви Освальда и обвиняет мафию и ЦРУ в убийствах.
Джеймс Файлз был арестован 5 августа 1991 года и обвинён в покушении на убийство полицейского Дэвида Остертага. Он был приговорён к 30 годам тюремного заключения и содержался в тюрьме Стейтсвилл в Иллинойсе до условно-досрочного освобождения в мае 2016 года, на пять лет раньше срока.
В 1992 году в Бомонте агент ФБР Зак Шелтон сообщил, что через информатора он узнал, что у заключённого Джеймса Файлза есть информация об убийстве Джона Фицджеральда Кеннеди. Его первое откровение произошло в 1994 году, когда он рассказал свою историю Джо Уэсту, частному детективу, расследующему дело Кеннеди. Позднее эта история была обнародована в видеоролике 1996 года «Убийство Джона Кеннеди: признание убийцы».

## Биография
Джеймс Э. Файлз родился на небольшой ферме на окраине города Оукман, штат Алабама, 24 января 1942 года. Его старшая сестра, Мария Перл Файлз, родилась на той же ферме в 1936 году. Файлз использовал фамилию «Саттон» до декабря 1963 года. Семья Саттон-Файлз переехала в Мелроуз-Парк, штат Иллинойс, в 1940 году, и Джеймс вырос в итальянском квартале.
Начальник местной полиции назвал его «малолетним правонарушителем». Свою первую машину он купил в 14 лет, а к 20 годам уже водил мотоциклы и гоночные машины. Файлз совершил первое убийство в шестнадцать лет, отомстив за убийство своей сестры Марии Перл Джонсон в Сент-Луисе, обезглавив её убийцу с близкого расстояния с помощью дробовика.
Джеймс Файлз вступил в армию США в 1959 году, зачислен в 82-ю воздушно- десантную дивизию и был отправлен в Лаос для участия в операции «Белая звезда». Файлз утверждал, что участвовал в разведывательных миссиях и был одним из первых секретных боевых подразделений США, отправленных во Вьетнам.

### Военная служба
Военная служба Файлза вызывает много споров. Согласно сайту Вима Данкбаара, Файлз заявил, что его записи о военной службе были удалены ЦРУ, поэтому ФБР, частные детективы и следственные агентства не смогли найти никаких следов его военного прошлого.
Однако в 1995 году Джон К. Грейди, официальный историк 82-й воздушно-десантной дивизии и 505-го парашютно-пехотного полка, заявил, что обнаружил армейский регистрационный номер Джеймса Файлза в «неактивном» файле в удалённом региональном офисе в Сент-Луисе. После 18 месяцев исследований Грейди подтвердил, что файлы действительно были зарегистрированы в архивах армии США в 1959 году и что Джеймс Файлз был зачислен в 82-ю воздушно-десантную дивизию до отправки в Лаос 10 июля 1959 года.
Год спустя, в начале 1996 года, Грейди снова проверил этот послужной список, но никаких новых записей не обнаружил. Все файлы на имя «Джеймс Э. Файлз» были помечены как «дальнейшая информация отсутствует». В интервью 1994 года Файлз заявил, что до 1963 года его официальное имя было «Джеймс Саттон», а не «Джеймс Файлз», поэтому в армии США не было никаких записей на имя «Джеймс Э. Файлз».

### Связь с ЦРУ
После 14 месяцев военной службы Файлз заявил, что предстал перед военным трибуналом в Форт-Джордже Г. Миде в Мэриленде по обвинению в убийстве двух людей во время службы в Лаосе. Файлз также утверждал, что в это время его защищал и завербовал агент ЦРУ Дэвид Этли Филлипс, хотя никаких конкретных доказательств, подтверждающих это заявление, не существует. Именно через Дэвида Этли Филипса Файлз познакомился с Ли Харви Освальдом (согласно утверждениям Файлза, Филлипс был ответственен за Освальда). Именно Филлипс доставил пули для пистолета Remington XP-100 «Fireball», которые позже были использованы при убийстве Кеннеди в Далласе . Очень мало известно о работе Файлза в ЦРУ в период с 1959 по 1979 год и о многочисленных других операциях ЦРУ во Флориде, Луизиане, Техасе, на Кубе и в Южной Америке, в которых Файлз, несомненно, принимал участие.

### Связи с мафией
В интервью 1994 года Файлз изложил свою версию событий, касающихся его участия в организованной преступности:
...Ну, он меня искал... Это странный способ начать... но я был гонщиком и инструктором по вождению на местной трассе, и мистер Николетти полюбил меня за мое вождение, он несколько раз наблюдал за мной и однажды спросил меня, не хочу ли я однажды вечером покататься за него. Я отвез его и поехал тестировать его машину, которую он только что купил: новую модель Ford... Он был очень доволен моим вождением, и с тех пор я стал его водителем и выполнял для него несколько работ.
В 1961 или начале 1962 года Файлз был выбран Чарльзом Николетти, видной фигурой чикагской мафии, водителем и телохранителем и стал его правой рукой. Файлз также утверждает, что выполнил несколько «грязных поручений» для Николетти перед убийством президента Джона Ф. Кеннеди, и сам Николетти неоднократно был впечатлён его мастерством владения огнестрельным оружием. Согласно сайту Вима Данкбаара, несколько очевидцев сообщали, что видели Файлза и Чарльза Николетти вместе:
- Леонард Патрик дал показания, что Джеймс Файлз был связан с чикагской мафией и, в частности, с Чарльзом Николетти.
- Бывший агент ЦРУ утверждал, что в 1963 году Файлз находился во Флориде, а также опознал Джеймса Э. Файлза как человека, связанного с JM/WAVE — секретной штаб-квартирой ЦРУ в Майами в 1960-х годах.
- Пилот ЦРУ Уильям «Тош» Роберт Пламли вспоминает в материалах дела Джеймса о «молодом человеке из Чикаго, который попал в беду по пути в Мексику и был спасен Фрэнком Стёрджисом из ЦРУ».
- Владелец парковки, где работал Файлз, вспоминает, что Николетти прямо распорядился, чтобы только Файлз имел право прикасаться к принадлежащим ему автомобилям или управлять ими.

### Участие в убийстве Джона Кеннеди
В длинном интервью, записанном в 2003 году, Джеймс Файлз дал показания о цепочке событий, которые привели к убийству Джона Фицджеральда Кеннеди. Вкратце он заявил, что однажды вечером в Чикаго весной 1963 года, когда он играл в пинбол, к нему подошел Чарльз Николетти и сказал, что им нужно поехать на машине. Во время поездки Николетти раскрыл ему план убийства президента Джона Кеннеди и что операция была спланирована ЦРУ, чикагским криминальным авторитетом Сэмом Джанканой, а «работа» была делегирована самому Николетти. Для убийства рассматривались различные места, включая Чикаго, но в конечном итоге Даллас, штат Техас, был выбран в качестве идеального места для атаки.
Файлз утверждал, что его не нанимали в качестве главного убийцы, как это было поручено самому Николетти, работавшему в здании «Дал-Текс», а поручили ему добыть оружие и наблюдать за местом засады. За неделю до убийства, по словам Файлза, он переехал в Даллас и остановился в мотеле «Лэмплайтэр» в Меските, откуда позвонил Николетти и Дэвиду Атли Филипсу (которого он называет своим «куратором»). Файлз утверждает, что на следующее утро к нему в отель присоединился Ли Харви Освальд . Следующие пять дней Файлз и Освальд проводили время вместе. Файлз подтверждает, что они с Освальдом ходили на стрельбище, чтобы испытать оружие, которое должно было быть использовано при убийстве президента Кеннеди, и что Освальд собирал стреляные гильзы. Он также утверждает, что никогда не говорил с Освальдом о плане убийства.
За два дня до убийства, 20 ноября, Николетти прибыл в Даллас и сообщил Файлзу, что Джонни Роселли, другой чикагский гангстер, прилетел с группой ЦРУ, чтобы остановить заговор, но Роселли, тем не менее, намеревался выполнить задание любой ценой. Когда Файлза наняли снайпером, Николетти дал ему следующие инструкции: стрелять только в том случае, если Николетти промахнётся или ранит цель, и, если необходимо, не попадать в Жаклин Кеннеди.
Следуя этим указаниям, Файлз решил использовать прототип винтовки с продольно-скользящим затвором Remington XP-100 «Fireball», снаряженной пулей .222 Remington Fireball с запиленным кончиком и пипеткой, наполненной ртутью, а затем запечатанной воском для взрыва при ударе. Оружие ему доставил агент ЦРУ Дэвид Этли Филлипс (англ. David Atlee Phillips), а местом укрытия был выбран печально известный «травянистый холм» на Дили Плаза за деревянным забором. Он утверждает, что был одет в двустороннюю куртку железнодорожного рабочего и спрятал Remington XP-100 «Fireball» в небольшом чемодане.
22 ноября Джеймс Файлз ждал на железнодорожной станции кортеж президента Кеннеди. Когда кортеж появился в поле зрения, он занял указанное место, целясь в правый глаз Кеннеди. Когда раздался звук первого выстрела Николетти, он сам начал считать выстрелы, а после второго выстрела прицелился и выстрелил Кеннеди в голову. Его выстрел, как он утверждал, стал роковой пулей, убившей президента. Сразу же после этого он убрал пистолет обратно в чемодан и, не беспокоясь, ушёл. Дойдя до парковки, он обнаружил Чарльза Николетти и Джонни Роселли, ожидавших его, и вернулся в Чикаго.

## Заявления
Файлз дал два интервью: первое в 1994 году Бобу Вернону и второе в 2003 году Джиму Маррсу и Виму Данкбаару. В этих двух интервью он сделал следующие заявления:
- Его настоящее имя — Джеймс Саттон, которое он сменил на Джеймс Файлз в 1963 году.
- После увольнения из вооруженных сил он работал агентом ЦРУ.
- Он встречался с Ли Харви Освальдом до покушения.
- Ли Харви Освальд не производил ни одного выстрела из винтовки во время убийства.
- Другим стрелком был Чарльз Николетти, который стрелял из здания Dal-Tex.
- Джек Руби находился на Дили Плаза во время убийства.
- Джонни Роселли прибыл в Даллас в составе группы ЦРУ, призванной предотвратить убийство.
- Утром в день убийства он встретился с Джонни Роселли и Чарльзом Николетти.
- Ли Харви Освальд не убивал полицейского Дж. Д. Типпита.
- При убийстве он использовал винтовку Remington XP-100 «Fireball» и стрелял с травянистого холма Травяной холм в районе Дили Плаза .
- Его выстрел и выстрел Николетти попали в голову президента Кеннеди с разницей в доли секунды.
- Пуля, использованная при нападении, имела носовой конус, покрытый ртутью.
- Файлз и Освальд провели несколько дней вместе перед покушением.
- Он не признавался в своей причастности до 1994 года.
- Он не рассказывал свою историю добровольно, пока её не раскрыло ФБР.